# 貝爾迪比
貝爾迪比是土耳其的城鎮，位於該國西南部，由穆拉省負責管轄，距離首府穆拉47公里，海拔高度415米，主要經濟活動有旅遊業和養蜂業，2011年人口8,959。
36°52′N 28°16′E / 36.867°N 28.267°E